# Valija Zinck

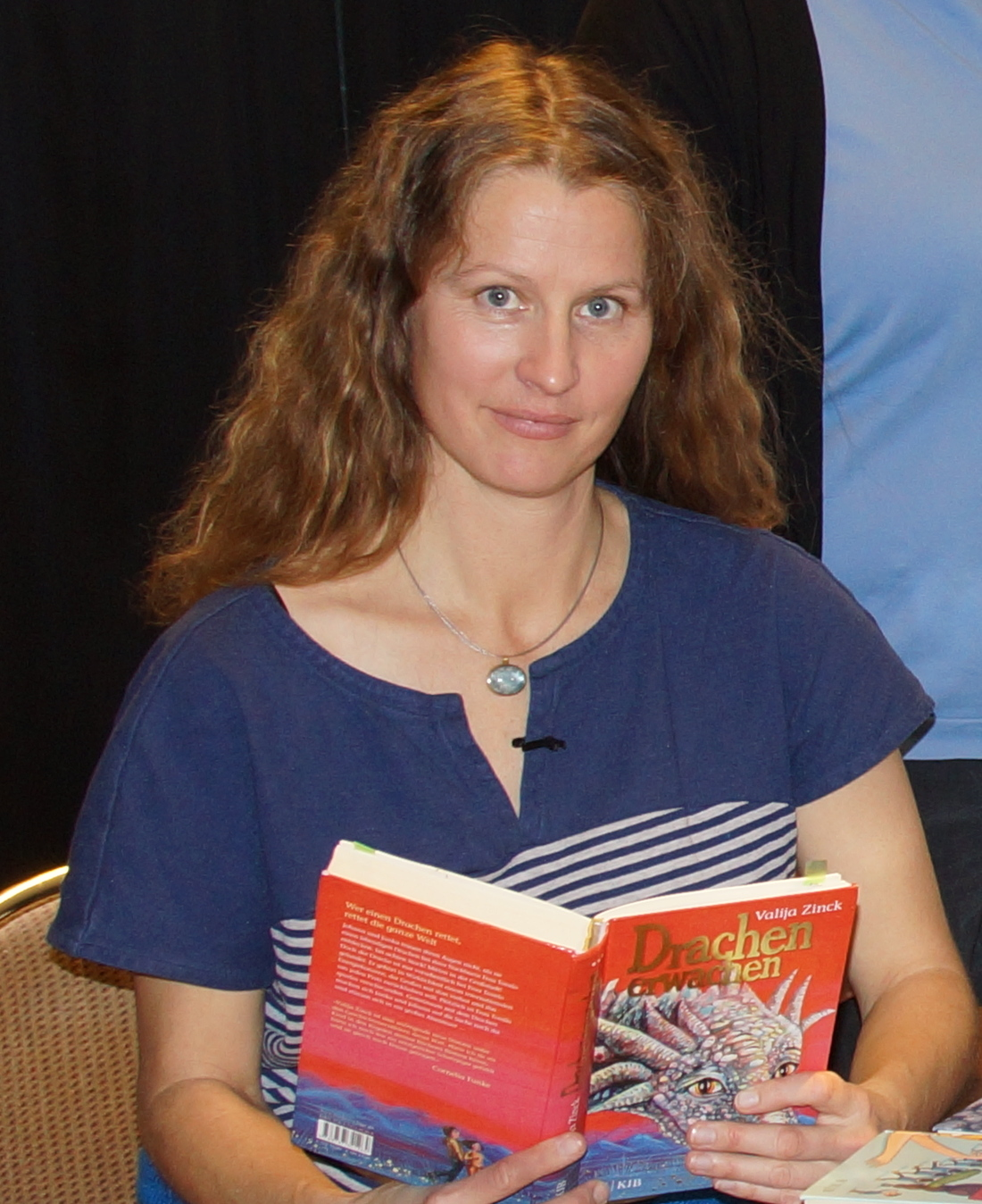
Valija Zinck, 2019

Valija Zinck (* 1976 in Ingolstadt) ist eine deutsche Kinderbuch-Autorin.

## Leben
Sie studierte in Freiburg im Breisgau und in San Francisco zeitgenössischen Tanz, arbeitet seit über 15 Jahre als freischaffende Choreografin und Tanzpädagogin, unterrichtet Tanz für Kinder und Erwachsene und führte Regie bei Jugendmusikprojekten. Als Choreografin war sie unter anderem verantwortlich für Leben leben, ein Stück über das Altwerden und Jungsein im Berliner Saalbau Neukölln 2010, Der Klicktrip, eine Soloperformance im Kunstverein Freiburg und Ohoma City, eine Aufführung im Rahmen der 3. Tanzbanale im Theater Freiburg 2006.  Nach der Geburt ihres zweiten Kindes begann sie zu schreiben und veröffentlichte 2016 das Kinderbuch Jakob und die Hempels unterm Sofa. Valija Zinck lebt mit ihrer Familie in Berlin. Als prägend für sie bezeichnet sie die Bücher von Terry Pratchett, Otfried Preußlers Krabat und Kirsten Fuchs Mädchenmeute.
Ihre Bücher wurden in verschiedene Sprachen übersetzt. 2017 wurde ihr zweites Buch Penelop und der funkenrote Zauber für den Zürcher Kinderbuchpreis nominiert sowie mit der Ulmer Unke in der Alterskategorie 10–12 Jahre und mit dem Goldenen Bücherpiraten für 2017 ausgezeichnet. Ihr Buch Drachenerwachen erhielt 2019 den von der Leipziger Buchmesse und der Stiftung Lesen vergebenen Leipziger Lesekompass in der Alterskategorie 10–14 Jahre. In der Übersetzung von Eve Sooneste wurde es mit dem estnischen Hea Lasteraamat 2019 als gutes Kinderbuch für ältere Kinder ausgezeichnet.

## Werke
- Penelop-Reihe

- Penelop und der funkenrote Zauber. Illustrationen von Annabelle von Sperber, Fischer KJB, Frankfurt am Main 2017, ISBN 978-3-7373-4078-6

(englisch: All the colors of magic. Übersetzung von Helen Jennings, Chicken House, New York 2019, ISBN 978-1-338-54061-1)
(estnisch: Penelop ja tulipunane ime. Übersetzung von Eve Sooneste, Kirjastus Karrup, Tallinn 2018, ISBN 978-9949-625-06-2)
(französisch: La singulière aventure de Pénelope Vermillon. Übersetzung von Isabelle Enderlein, Rageot Éditeur, Paris 2018, ISBN 978-2-7002-5632-1)
(griechisch: Ē Pēnelopē kai ē porphyrē mageia. Übersetzung von Tania Stauru, Ekdoseis Psychogios, Athen 2019, ISBN 978-618-01-2745-4)
(hebräisch: Penelopeh ṿe-khishuf ha-lehavot. Übersetzung von Ḥanah Livnat,  Hotsaʾat Sigaliyot 2018)
(russisch: Пенелопа и огненное чудо. AST, Moskau 2018, ISBN  978-5-17-983069-6)
(spanisch: La chispeante magia de Penélope. Übersetzung von Alfonso Castelló, Siruela, Madrid 2018, ISBN 978-84-17308-13-1)
- Penelop und die zauberblaue Nacht. Illustrationen von Annabelle von Sperber, Fischer KJB, Frankfurt am Main 2020, ISBN 978-3-7373-4223-0

- Drachen-Reihe

- Drachenerwachen. Illustrationen von Annabelle von Sperber, Fischer KJB, Frankfurt am Main 2018, ISBN 978-3-7373-4126-4

(estnisch: Draakoni ärkamine. Übersetzung von Eve Sooneste, Kirjastus Karrup, Tallinn 2019, ISBN 978-9949-625-18-5)
- Drachenleuchten. Illustrationen von Annabelle von Sperber, Fischer KJB, Frankfurt am Main 2019, ISBN 978-3-7373-4155-4

(estnisch: Draakoni valgus. Übersetzung von Eve Sooneste, Kirjastus Karrup, Tallinn 2020, ISBN 978-9949-625-21-5)
- Lisi-Reihe

- Lisis Wirbelwindtage. Illustrationen von Annabelle von Sperber, Fischer KJB, Frankfurt am Main 2022, ISBN 978-3-7373-4300-8
- Lisis Glückspilztage. Illustrationen von Annabelle von Sperber, Fischer KJB, Frankfurt am Main 2023, ISBN 978-3-7373-4301-5

- Jakob und die Hempels unterm Sofa. Illustrationen von Stefanie Jeschke, Fischer KJB, Frankfurt am Main 2016, ISBN 978-3-7373-4035-9